# Леб'яже (Болотнинський район)
Леб'яже (рос. Лебяжье) — присілок у Болотнинському районі Новосибірської області Російської Федерації.
Входить до складу муніципального утворення Єгоровська сільрада. Населення становить 12 осіб (2010).

## Історія
Згідно із законом від 2 червня 2004 року органом місцевого самоврядування є Єгоровська сільрада.

## Населення
| 2002 | 2007 | 2010 |
| ---- | ---- | ---- |
| 25   | ↘13  | ↘12  |